# Variabile SX Arietis
Una variabile SX Arietis (da SX Arietis, prototipo di questa classe) è una stella variabile le cui caratteristiche sono molto simili a quelle delle variabili α2 CVn ma caratterizzate da temperature più elevate e mostrano intensi campi magnetici e forti linee dell'elio I e del Silicio III. Sono stelle di classe spettrale B e variano di 0,1 magnitudini con periodi di circa un giorno. Sono talvolta chiamate anche "variabili all'elio". Un esempio di questo tipo è Alpha Sculptoris.